# Muhlenbergia speciosa
Muhlenbergia speciosa är en gräsart som beskrevs av George Vasey. Muhlenbergia speciosa ingår i släktet muhlygräs, och familjen gräs. Inga underarter finns listade i Catalogue of Life.